# Virgen de los Reyes (El Hierro)
Virgen de los Reyes, advocación de la Virgen María que se venera en la isla de El Hierro (Canarias, España). Fue coronada canónicamente el 17 de mayo de 1953. Es la patrona de la isla de El Hierro y su fiesta principal se celebra el 24 de septiembre.

## La llegada de la imagen
En 1546 un barco que se dirigía hacia América pasó junto a la Punta de la Orchilla,  en la isla meridiana de El Hierro. Más tarde, cuando quisieron los marineros poner rumbo hacia las Américas el barco no podía salir del mar de las Calmas, navegando en círculo incesantemente durante varios días. Finalmente el 6 de enero los alimentos de a bordo se había acabado y tuvieron que acercarse a tierra para pedir comida. Los pastores de El Hierro los proveyeron de víveres para la dura travesía. 
A cambio y como agradecimiento, los marineros le entregaron a los pastores lo "único de valor que guardaban en el barco", una imagen de la Virgen María. A partir de este momento, una suave brisa comenzó a soplar en el mar de las Calmas y el barco pudo alejarse rumbo al Nuevo Mundo. Los pastores custodiaron a la Virgen a la que denominaron "de los Reyes" en honor al día de su llegada a la isla. La talla se depositó en el Caracol, en la cueva que llamaron a partir de ese momento "Cueva de La Virgen". Allí la veneraban y le ofrecían sus presentes, de esta manera, se convirtió en la protectora y patrona de La Dehesa, de los ganados y posteriormente de toda la isla.
Más tarde, se construyó una ermita en las proximidades del Caracol, que alberga a la imagen y a los pastores en las noches frías y húmedas. Un lunes, 25 de abril del año 1577 se celebró y cantó la primera misa en el santuario herreño, el actual Santuario Insular de Nuestra Señora de los Reyes. Desde entonces se celebra una festividad anual en honor de la Virgen de los Reyes el 25 de abril, fiesta que se sigue celebrando hasta nuestros días bajo el nombre de fiesta de los Pastores.

## La imagen
La patrona herreña es una talla de vestir de estilo gótico-renacentista, es de madera policromada y ha sido muy restaurada a lo largo de los años, sufriendo numerosas variaciones. Así, en 1896, a instancias del arcipreste de la isla, José Francisco Hernández Ayala, la imagen fue trasladada al municipio de La Orotava en la isla de Tenerife, donde el escultor Nicolás Perdigón Oramas le restaura las manos y el rostro. Esta intervención fue particularmente polémica, pues los fieles juzgaron que la talla había sido cambiada, y tuvo que crearse una comisión para examinar la imagen, la cual determinó la autenticidad de la misma. En 1952, fue enviada a Las Palmas de Gran Canaria para otra restauración y dos lustros más tarde, la imagen mariana vuelve a restaurarse, esta vez por el escultor tinerfeño Ezequiel de León. Con toda probabilidad no era en sus orígenes una imagen de vestir, ni se corresponde con los cánones empleados en el Renacimiento para este tipo de representaciones. Según el investigador Dacio Darias: "bien pudiera haber ocurrido que su primitiva talla fuese cambiada o, por lo menos, transformada en la actual de vestir". La talla, en sus actuales formas, data del siglo XVIII.
La imagen de la Virgen de los Reyes lleva a su hijo en la mano derecha, mientras este alza su brazo en un gesto de señalar a su madre. La Virgen lleva en su mano izquierda un cetro dorado. La imagen del Niño Jesús también ha sufrido variaciones, así el realizado por Juan Bautista Padrón de la Guardia en 1885, difiere del actual. El 24 de mayo de 1941 se funda la Cofradía de la Virgen de los Reyes (actual, Fundación Virgen de los Reyes). En 1960 se encarga su trono a Lucena en Córdoba.

## Coronación Canónica Pontificia
La talla recibió la Coronación canónica el 17 de mayo de 1953, según un Breve Pontificio del Papa Pío XII. Fue coronada por el obispo de Tenerife de la época, Don Domingo Pérez Cáceres. 
La Virgen de los Reyes fue la cuarta imagen mariana en ser coronada canónicamente en la Diócesis de Tenerife y también la cuarta del Archipiélago Canario que recibió la coronación de rango pontificio, es decir, por mandato expreso del Papa de Roma. En ambos casos, tras la Virgen de Candelaria de Tenerife (1889), la Virgen de las Nieves de La Palma (1930) y la Inmaculada Concepción de la Villa de Valverde (1953).

## Bajada de la Virgen

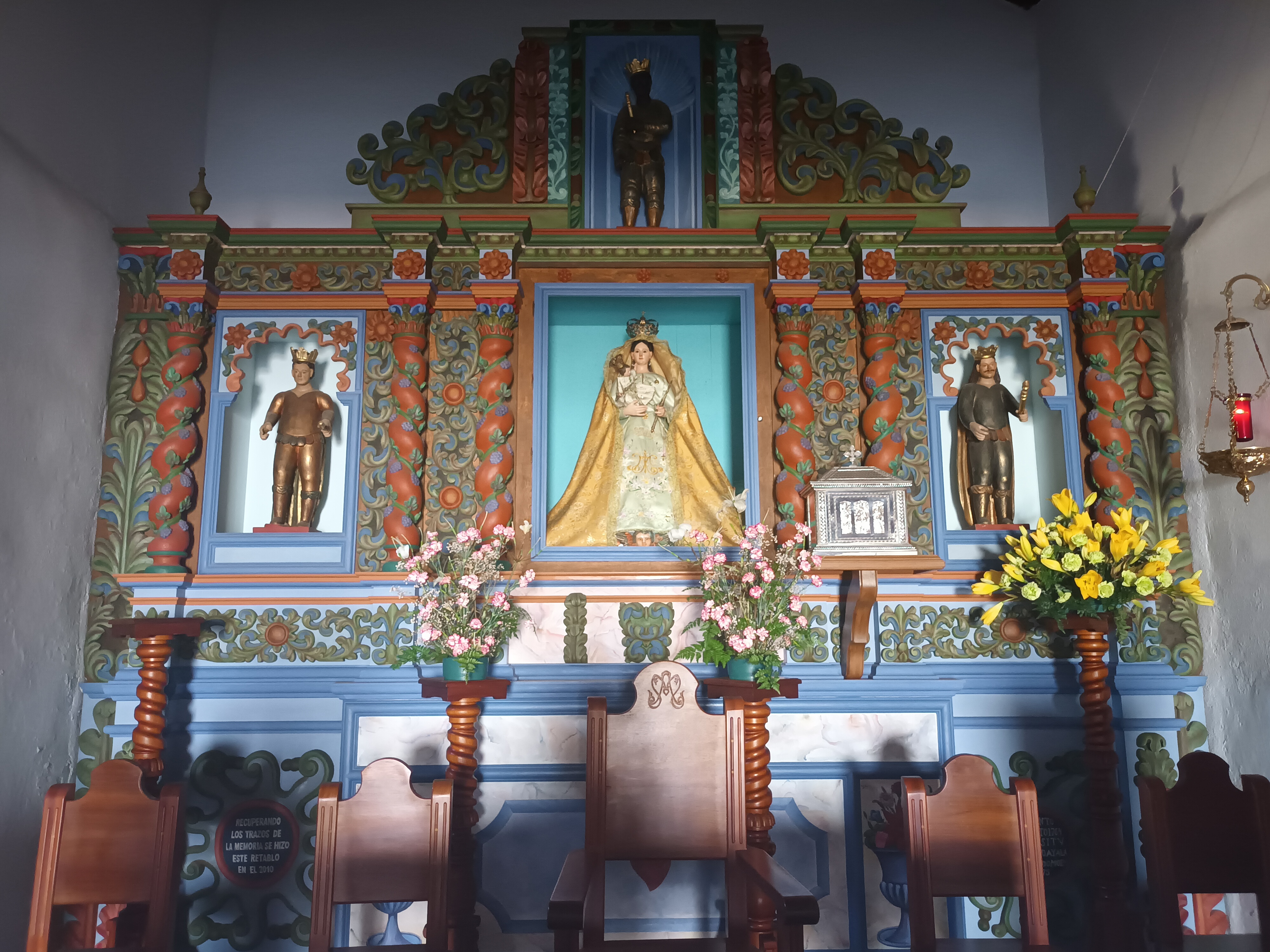
Retablo con la imagen de la Virgen

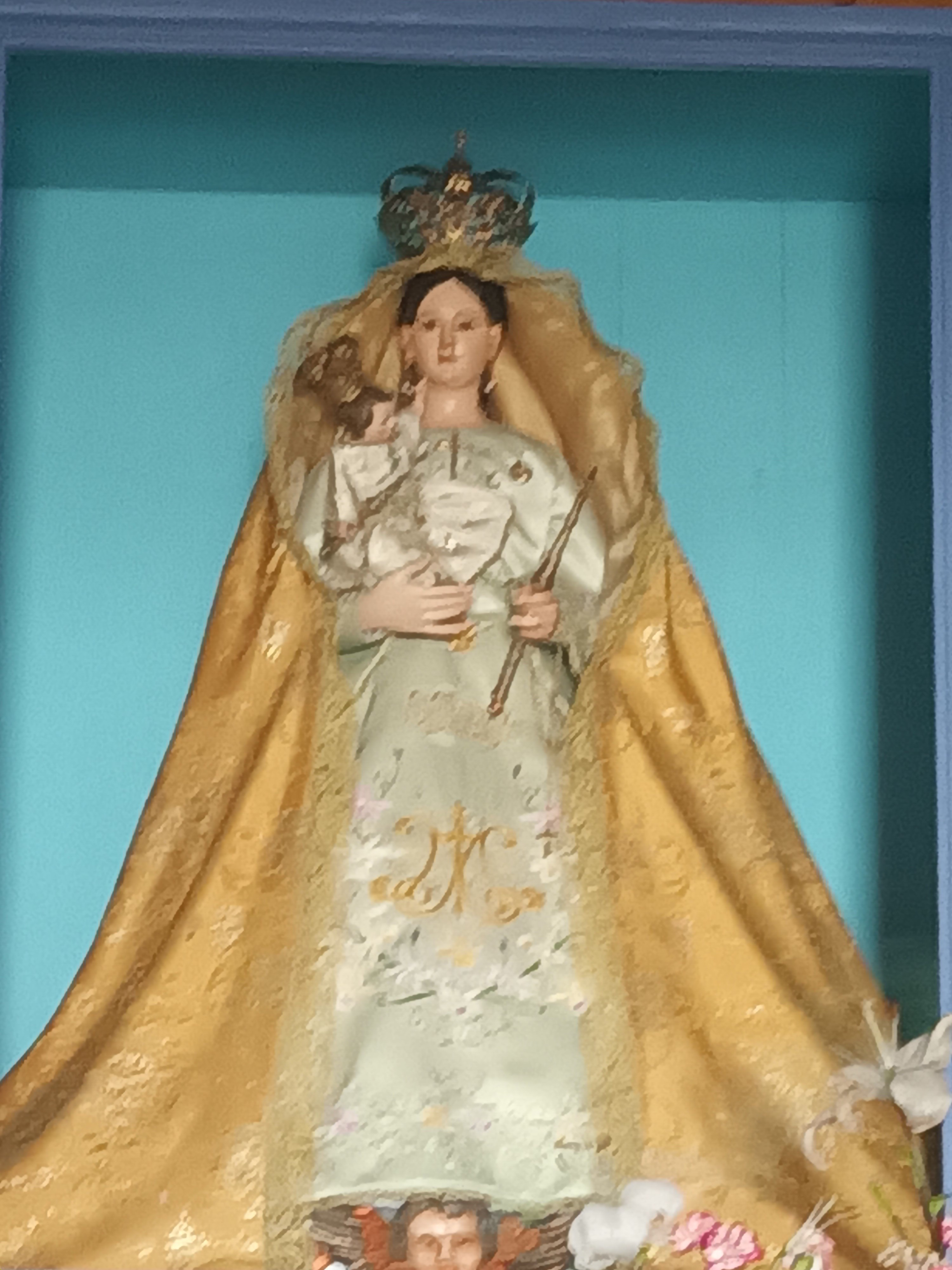
Imagen de la Virgen

La Bajada de la Virgen de los Reyes, se celebra el primer sábado de julio cada cuatro años. En ella la Virgen es trasladada desde su santuario, en La Dehesa de Sabinosa, despoblada tierra de míticos pastores, hasta la capital de la isla, Valverde, durante la cual recorre los principales pueblos de la isla.
En 1643, la Virgen de los Reyes, a la que se le atribuyó el fin de una grave sequía que asoló la isla, fue proclamada "patrona titular de las Aguas". El motivo que dio lugar a la Bajada de la Virgen, fue otra pertinaz sequía que se cernió sobre la isla en 1740, y que asoló sus ganados y diezmó a sus habitantes. Para rogar su salvación éstos marcharon a la cueva del Caracol a pedir agua, y allí auparon a su madre "La Virgen" y la llevaron en procesión de rogativas a Valverde. Al llegar a la montaña de Ajare, el milagro se hizo. Una lluvia torrencial se desencadenó sobre la isla.
A partir de este milagro, la Virgen de los Reyes es aclamada como patrona de toda la isla de El Hierro. Aunque hasta ese momento y desde el año 1405, la patrona de la isla era la Inmaculada Concepción que se venera en la parroquia de su mismo nombre en la capital insular.
La Bajada es una fiesta de extraordinario sabor folclórico, en la que desempeñan un papel fundamental los bailarines, que se van incorporando a la procesión a medida que la Virgen pasa por los pueblos del obligado y tradicional itinerario. La música de esta bajada está compuesta por más de veinte danzas cortas, todas distintas y con música propia, Santo Domingo, Redondo, Tajaraste, etc, los bailarines van cambiando de toque y de ritmo según el pito o flauta travesera de seis agujeros, hecha artesanalmente, y por las chácaras y los tambores.
Tras llegar la imagen mariana a la Villa de Valverde se le impone el bastón de mando de la capital por medio del alcalde y entra la imagen en la Iglesia de Nuestra Señora de la Concepción (que es la iglesia matriz de la isla). Una vez en Valverde, la imagen peregrina por los diferentes pueblos de la isla. La bajada dura aproximadamente un mes hasta el primer sábado de agosto, tras lo cual la Virgen de los Reyes regresa a su santuario en La Dehesa hasta dentro de cuatro años. Ese regreso se conoce como La Subida de la Virgen de los Reyes.
La más reciente bajada fue entre julio y agosto de 2025, tras 8 años sin realizarse, ya que en 2021 se suspendió debido a la Pandemia de Covid-19, la próxima será en 2029. Llevan celebrándose 71 ediciones, desde 1745, en el año inmediatamente posterior a uno divisible entre 4 (salvo en 1801 y en 1901, se corresponde con el año siguiente a uno bisiesto).
Aparte de la bajada cada cuatro años, a la Virgen se la celebra también cada 6 de enero (aniversario de su llegada a la isla), el 25 de abril, en la "Fiesta de los Pastores" y cada 24 de septiembre en el Día Grande de la Virgen de los Reyes, este último día es fiesta insular.

## Efemérides
La Virgen de los Reyes ha realizado bajadas extraordinarias fuera de los cuatro años correspondientes de cada bajada. Una de ellas tuvo lugar con motivo de la construcción del Seminario Diocesano Nivariense, en la cual recorrió toda la isla en 1964 como todas las patronas insulares de la Diócesis de Tenerife.

## Otras imágenes
- La Virgen de los Reyes también se venera en el Hogar Canario-Venezolano de Caracas junto a las patronas insulares del resto de las islas del archipiélago canario.[6]